# Meda, Banatul Central
Meda (maghiară Párdány, germană Pardan, română Pardani) este o localitate în Districtul Banatul Central, Voivodina, Serbia.

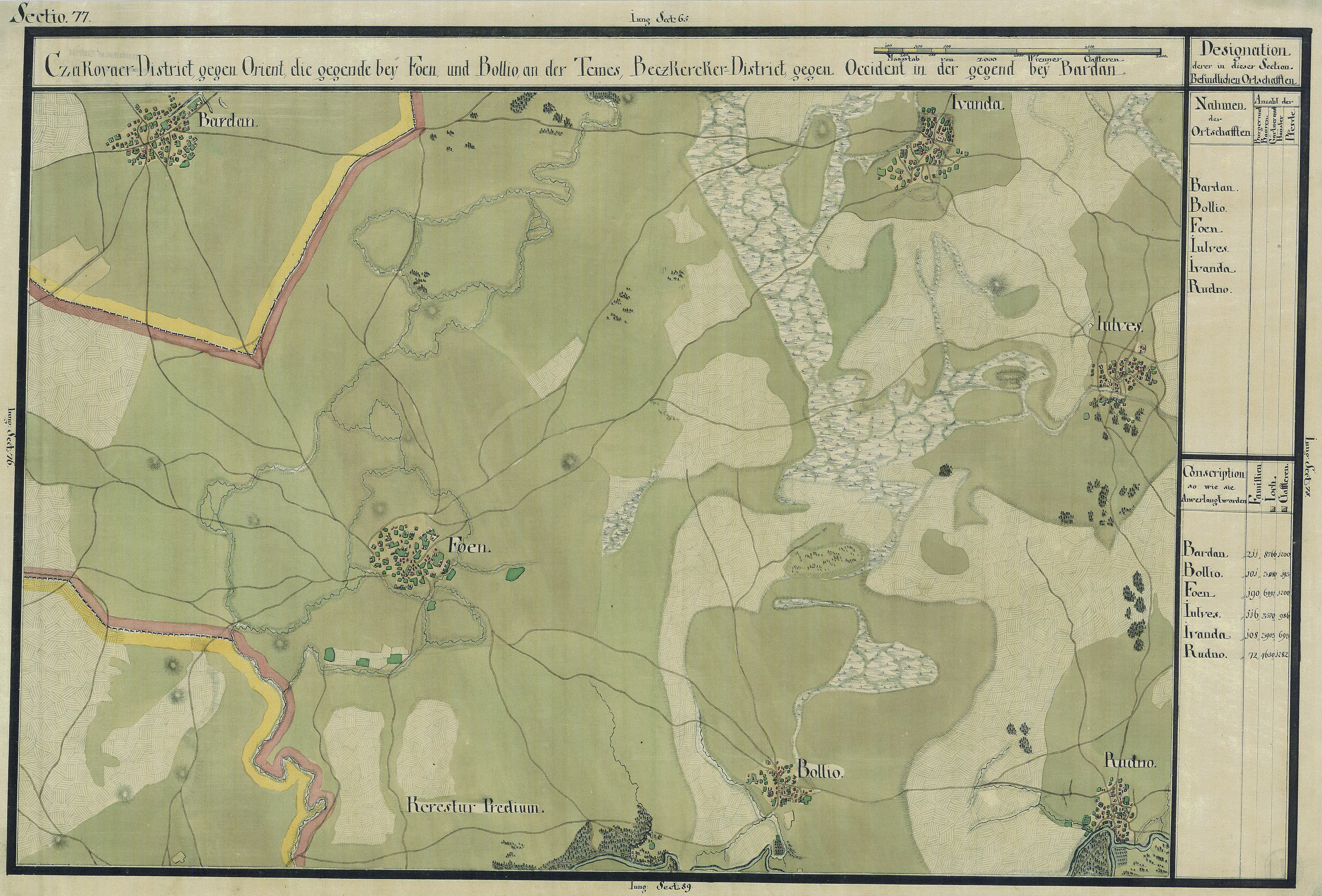
Meda în Harta Iosefină a Banatului, 1769-72

## Personalități născute aici
- Vuk Drašković (n. 1946), scriitor, om politic.